# Warunee Phetwiset
Warunee Phetwiset, née le 13 décembre 1990, est une joueuse thaïlandaise de football évoluant au poste de défenseur. Elle joue en faveur du Chonburi Sriprathum et avec l'équipe nationale thaïlandaise.

## Biographie
Phetwiset participe avec l'équipe de Thaïlande à la Coupe du monde 2015 qui se déroule au Canada.
Par la suite, elle fait partie des 23 joueuses retenues pour participer à la Coupe du monde 2019 organisée en France.
Elle se classe cinquième de la Coupe d'Asie 2014 puis quatrième de la Coupe d'Asie 2018.

## Palmarès

### Palmarès en sélection
- Vainqueur du championnat d'Asie du Sud-Est en 2015, 2016 et 2018
- Médaille d'or aux Jeux d'Asie du Sud-Est en 2013